# Râul Scârna Mare
Râul Scârna Mare este un curs de apă, unicul afluent de stânga al râului Scârna, pe care îl formează împreună cu Râul Scârna Mică, afluentul său de dreapta. 

## Generalități
Râul Scârna Mare nu are afluenți semnificativi și nu trece prin nicio localitate. 

## Confluența formării
Precum Râul Scârna, care se formează la confluența dintre afluenții Scârna Mare și Scârna Mică, Râul Cugir, un emisar mai târziu și mai mare, se formează la confluența dintre două râuri, Râul Mic (Cugir) și Râul Mare (Cugir). 